# Maria Josepa de Portugal

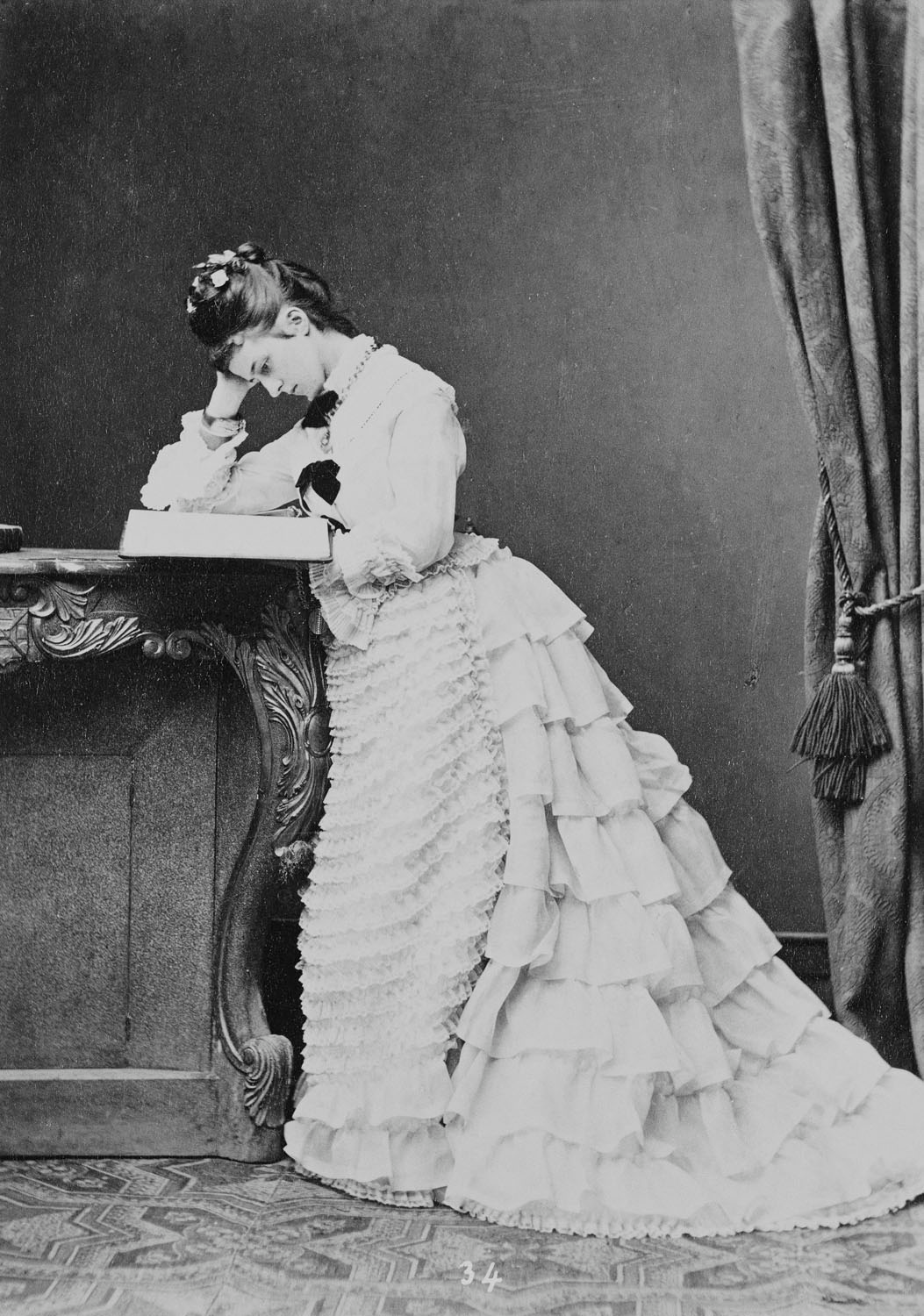
La infanta Maria Josepa de Portugal, duquessa de Baviera, 1874.

Maria Josepa de Portugal, duquessa de Baviera (Bronnbach 1857 - Viena 1943). Infanta de Portugal amb el tractament d'altesa reial que es casà en el si de la família reial bavaresa i que assolí, per matrimoni, el títol de duquessa de Baviera amb el tractament d'altesa reial.
Nascuda a la localitat alemanya de Bronnbach el dia 19 de març de 1857, era filla del rei Miquel I de Portugal i de la princesa Adelaida de Löwenstein-Wertheim-Rosenberg. Maria Josep era neta per línia paterna del rei Joan VI de Portugal i de la infanta Carlota Joaquima d'Espanya i per línia materna del príncep Constantí de Löwenstein-Wertheim-Rosenberg i de la princesa Agnès de Hohenlohe-Lagenburg.
Igual que les seves germanes realitzà un casament en el si d'una família de la reialesa de l'Alemanya del Sud. El dia 29 d'abril de 1874 es casà a Kleinheubach amb el príncep Carles Teodor de Baviera, fill del duc Maximilià de Baviera i de la princesa Lluïsa de Baviera. Carles Teodor era l'hereu del títol bavarès de duc a Baviera i cap de la més important branca cadet de la Casa Reial bavaresa.
La parella s'instal·là entre Múnic i la residència campestre de Possenhofen. Maria Josep i Carles Teodor tingueren sis fills:
- SAR la princesa Sofia de Baviera (comtessa de Toerring-Jettenbach, nascuda a Possenhofen el 1875 i morta al Castell de Seefeld el 1957. Es casà l'any 1898 a Múnic amb el comte Hans Veit zu Toerring-Jettenbach.

- SAR la princesa Elisabet de Baviera, nascuda a Possenhofen el 1876 i morta a Brussel·les el 1965. Es casà l'any 1900 a Múnic amb el rei Albert I de Bèlgica.

- SAR la princesa Maria Gabriela de Baviera, nascuda a Tegernsee el 1878 i morta a Sorrento el 1912. Es casà a Múnic l'any 1900 amb el príncep hereu Robert de Baviera.

- SAR el príncep Lluïsa Guillem de Baviera, nat a Tegernsee el 1884 i mprt a Wildbad Kreuth el 1968. Es casà l'any 1917 amb la princesa Elionor de Sayn-Wittgenstein-Berleburg.

- SAR el príncep Francesc Josep de Baviera, nat a Tegernsee el 1888 i mort a Múnic el 1912.

La infanta Maria Josepa fou la segona muller del duc Carles Teodor qui havia estat casat amb la princesa Sofia de Saxònia.
Maria Josepa morí l'11 de març de 1943 a la capital austríaca, Viena, a l'edat de 86 anys.